# Wegener (media)

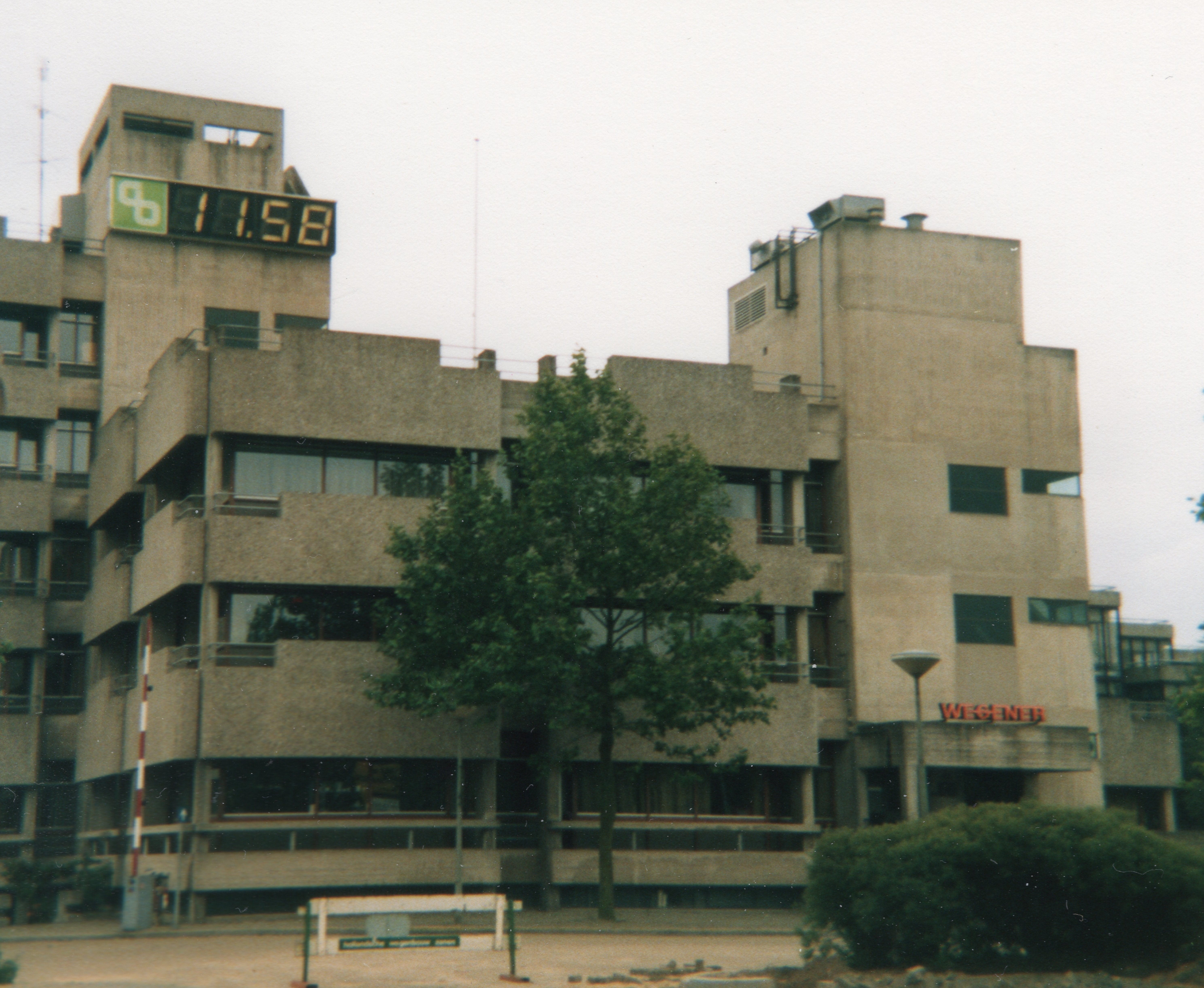
Hoofdkantoor Wegener in Apeldoorn-Centrum in 1985

Koninklijke Wegener NV was een Nederlandse uitgever van kranten. Het was de grootste uitgever van regionale dagbladen, huis-aan-huisbladen en “special-interesttijdschriften” en hield zich eveneens bezig met de ontwikkeling en de verkoop van internetproducten en van grafische producten en diensten in Nederland. In 2015 werd het bedrijf overgenomen door het Belgische mediabedrijf De Persgroep (inmiddels DPG Media).

## Geschiedenis
Het begin van Wegener is in november 1903 te plaatsen. Johan (J.F.) Wegener begon in Apeldoorn met een nieuws- en advertentieblad: de latere Apeldoornse Courant. Het huidige Wegener is voortgekomen uit fusies en overnames. In 1975 vond de eerste overname plaats, de koop van de Drents-Groningse Pers. Deze was uitgever van de Winschoter Courant, de Emmer Courant en de Drentse en Asser Courant. In 1995 verkocht Wegener de Drents-Groningse Pers aan het Nieuwsblad van het Noorden. In augustus 1999 verkocht VNU al haar dagbladen, namelijk BN/DeStem, Brabants Dagblad, Eindhovens Dagblad en De Gelderlander aan het krantenconcern Wegener. De positie van Wegener in de Nederlandse mediamarkt was hierdoor aanzienlijk versterkt.

### 2008 overname door Mecom
Op 18 mei 2008 werden het Britse Mecom Group plc en Wegener het eens over de overname door de Britse uitgever Mecom. Mecom betaalde ruim € 800 miljoen voor het Apeldoornse bedrijf, ongeveer € 17,70 per aandeel Wegener. Zo kwam Wegener voor ongeveer 86% in handen van Mecom, de overige aandelen werden verhandeld aan de Euronext. Begin 2012 verhoogde Mecom zijn belang tot 99,7%, toen minderheidsaandeelhouder Governance for Owners zijn belang van 13,29% in Wegener verkocht. In mei 2012 bood Mecom € 3,45 per aandeel voor de laatste 0,3% van de aandelen Wegener die nog op de beurs stonden genoteerd.
Mecom is een beursgenoteerde onderneming (London Stock Exchange) en gevestigd in Londen. Tot de Mecom Group behoren meer dan 300 uitgeeftitels en meer dan 200 websites in vier landendivisies, met activiteiten in Nederland, Denemarken en Polen. Deze activiteiten trekken meer dan 23 miljoen lezers per week en 32 miljoen websitebezoekers per maand.
Na de overname door Mecom is bestuursvoorzitter Jan Houwert opgestapt en namen in de zomer van 2008 ook andere leden van de Raad van Bestuur ontslag. Mecom gaf aan Joop Munsterman te willen benoemen als nieuwe voorzitter van de Raad van Bestuur van Wegener. Deze benoeming echter veroorzaakte binnen Wegener grote onrust: zo stapten commissarissen Han Noten en Jaap Vink op.
Om te protesteren tegen de gang van zaken en tegen een aangekondigde bezuiniging, dreigen de redacties van verschillende regionale kranten met een staking. Dit zou in Nederland de eerste krantenstaking zijn sinds 1989. De onrust binnen Wegener is in de Tweede Kamer besproken.

### Verkoop aan De Persgroep
Samen met PCM was Wegener eigenaar van AD NieuwsMedia, waarin het Algemeen Dagblad (PCM) en een aantal regionale titels van Wegener in 2005 werden ondergebracht. In 2009 verkocht Wegener AD NieuwsMedia aan PCM Uitgevers.
Onder druk van tegenvallende resultaten door dalende advertentie-inkomsten en slechte vooruitzichten kondigde Mecom medio 2012 een strategische herpositionering aan. De verkoop van Wegener of andere belangen in Nederland en buitenland werd niet uitgesloten. In oktober 2013 maakte Mecom bekend dat Wegener niet langer te koop stond. Het Britse mediaconcern zou op dat moment geen aantrekkelijke prijs kunnen krijgen en verder zouden de vooruitzichten zijn verbeterd door genomen maatregelen om de kosten te reduceren. In juni 2014 deed De Persgroep, die eerder PCM overnam, echter een bod op Mecom zelf. In februari 2015 keurde de ACM de overname goed.In oktober 2015 maakt De Persgroep bekend alle activiteiten van Wegener Apeldoorn te beëindigen op de stadsredactie van De Stentor na. Op 24 februari 2016 loopt de laatste krant van de Apeldoornse persen.

## Werkmaatschappijen
Wegener omvatte een mediabedrijf met dagblad- en huis-aan-huisuitgaven, een drukkerijbedrijf en aantal kleinere bedrijven in Nederland.
- De Gelderlander
- De Stentor
- Brabants Dagblad
- BN/De Stem / PZC
- De Twentsche Courant Tubantia
- Eindhovens Dagblad
- Wegener Huis-aan-huisMedia
- Wegener Grafische Groep: de grafische krantenproductiebedrijven van Wegener
- Wegener Digitaal BV

Ook de website www.mensenlinq.nl, met overlijdensadvertenties uit alle Wegenerkranten, was een activiteit van Wegener, samen met NDC mediagroep.